# Конхобар мак Тайдг Мор

Ирландия в середине IX — начале XI века

Конхобар мак Тайдг Мор (др.‑ирл. Conchobar mac Taidg Mór; умер в 882) — король Коннахта (848—882) из рода Уи Бриуйн.

## Биография
Конхобар был сыном Тадга Мора, погибшего в 810 году, и внуком скончавшегося в 815 году правителя Коннахта Муиргиуса мак Томмалтайга. Он принадлежал к септу Сил Муйредайг, одной из частей Уи Бриуйн Ай. Земли Уи Бриуйн Ай находились на равнине Маг Ай, располагаясь вокруг древнеирландского комплекса Круахан.
О ранних годах жизни Конхобара мак Тайдга Мора сведения в исторических источниках отсутствуют. Первое упоминание его имени в ирландских анналах датировано 860 годом, тем временем, когда он уже был королём Коннахта. Современные историки считают, что Конхобар унаследовал престол в 848 году, после того как скончался его родственник Финснехта мак Томмалтайг, незадолго до смерти отрёкшийся от власти и принявший духовный сан. Список коннахтских монархов, сохранившийся в «Лейнстерской книге», ошибочно наделяет Конхобара двадцатью семью годами правления, что должно было бы относить время его восшествия на престол к периоду около 855 года.
Во время своего правления Конхобар мак Тайдг Мор поддерживал дружественные отношения с верховным королём Ирландии Маэлсехнайллом мак Маэл Руанайдом из рода Кланн Холмайн. Наряду с королями Лейнстера, Конхобар был одним из немногих ирландских правителей, безоговорочно признававшим авторитет Маэлсехнайлла как верховного короля. По свидетельству трактата XII века «Banshenchas» («О известных женщинах»), союз двух правителей был скреплён женитьбой Конхобара на Айлбе, дочери Маэлсехнайлла. В 860 году коннахтское войско, наряду с отрядами из Миде, Осрайге, Лейнстера и Мунстера, участвовало в походе верховного короля против мятежного правителя Айлеха Аэда Финдлиата. Войско во главе с Маэлсехнайллом и Кербаллом мак Дунлайнге дошло до Армы. Здесь у местечка Маг Думай верховный король нанёс поражение мятежникам, когда Аэд и его союзник, король Наута (Северной Бреги) Фланн мак Конайнг, совершили ночное нападение на его лагерь. Несмотря на победу, Маэлсехнайллу не удалось сломить сопротивление Аэда Финдлиата. Конец конфликту между двумя правителями положила только смерть Маэлсехнайлла в 862 году.
Со ставшим новым верховным королём Ирландии Аэдом Финдлиатом Конхобар мак Тайдг Мор сначала конфликтовал. Из-за этого верховному королю в 863 году пришлось совершить поход в Коннахт, чтобы добиться от здешнего монарха полного подчинения своей власти. Впоследствии коннахтцы примирились с Аэдом Финдлиатом.
В правление Конхобара мак Тайдга Мора викинги продолжили вторжения в коннахтские земли. В 867 году возвращавшийся в Лимерик отряд норманнов разграбил некоторые из владений Конхобара, но затем попал в засаду и был уничтожен коннахтцами.
В 868 году коннахтцы участвовали в войне Аэда Финдлиата с королём всей Бреги Фланном мак Конайнгом. Мятежный правитель, заключив союз с королём Лейнстера Дунлайнгом мак Муйредайгом и дублинскими викингами, собрал большое войско. Однако в кровопролитном сражении при Киллинире (вблизи современной Дроэды), несмотря на численное превосходство, войско Фланна и его союзников потерпело сокрушительное поражение от войска Аэда Финдлиата и Конхобара мак Тайдга Мора. В этой битве, о которой как о важном событии сообщают почти все средневековые ирландские анналы, погибли король Фланн, правитель Лагора (Южной Бреги) Диармайт мак Этерскейли, а также множество викингов, включая и Карлуса, сына конунга Анлава. По свидетельству «Анналов четырёх мастеров», один из подданных Конхобара, Маннахан, глава септа Уи Бриуйн На Синна, собственноручно убил короля Фланна и доставил его отрубленную голову своему господину.
В 873 году Коннахт подвергся совместному нападению войска короля Мунстера Дунхада мак Дуйб-да-Байренна и короля Осрайге Кербалла мак Дунлайнге.
Наследник коннахтского престола, Абан мак Кинаэда, был в 867 году сожжён заживо Сохлаханом мак Диарматой, а в 872 году анналы упоминают о смерти сокороля Коннахта Мугрона мак Маэл Котайда из септа Сил Катайл. Сам король Конхобар мак Тайдг Мор скончался в 882 году, будучи уже в весьма преклонных летах. Новым правителем Коннахта стал его сын Аэд мак Конхобайр.
По данным средневековых генеалогий, Конхобар мак Тайдг Мор был отцом Аэда, Тадга, Катала и Маэл Клухе. Из них первые три, также как и их отец, владели коннахтским престолом. Матерью Тадга трактат «Banshenchas» называет Айлбе, дочь верховного короля Маэлсехнайлла мак Маэл Руанайда. Этот же источник упоминает Айлбе как супругу правителя Осрайге Кербалла мак Дунлайнге и мать Диармайта мак Кербайлла.
Потомки Конхобара, названные в его честь Уи Конхобайр, в X—XII веках неоднократно были правителями Коннахта. В более позднее время этот род был известен как О’Конноры.